# وردان دوم

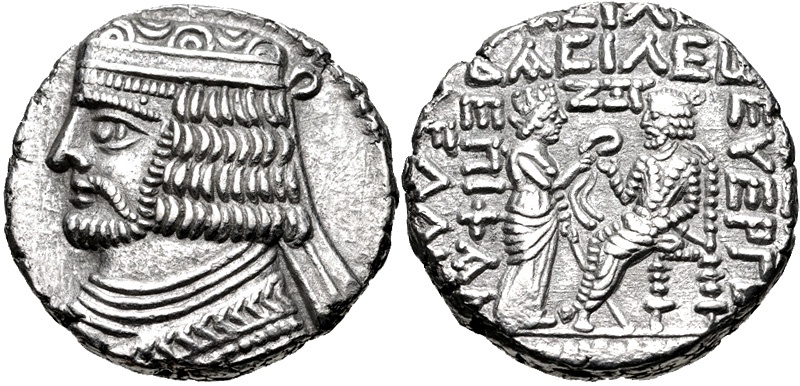
تترادراخمای وردان دوم، ضرب سلوکیه

وردان دوم پسر بلاش یکم بود و مدت کوتاهی بر بخشی از شاهنشاهی اشکانی حکومت کرد. او در حوالی سال ۵۵ تا ۵۸ میلادی علیه پدر خود شورش کرد و این طور به نظر می‌رسد که اکباتان را تصرف کرده‌است، چرا که سکه‌هایی که در آنجا ضرب شده‌اند، از او بدست آمده است که این سکه‌ها نقش شاه بی‌ریش جوانی دارند که دیهیمی با پنج آویزه بر سر گذاشته است. چیز دیگری راجع به او دانسته نیست.